# Verband der Sportvereine Südtirols

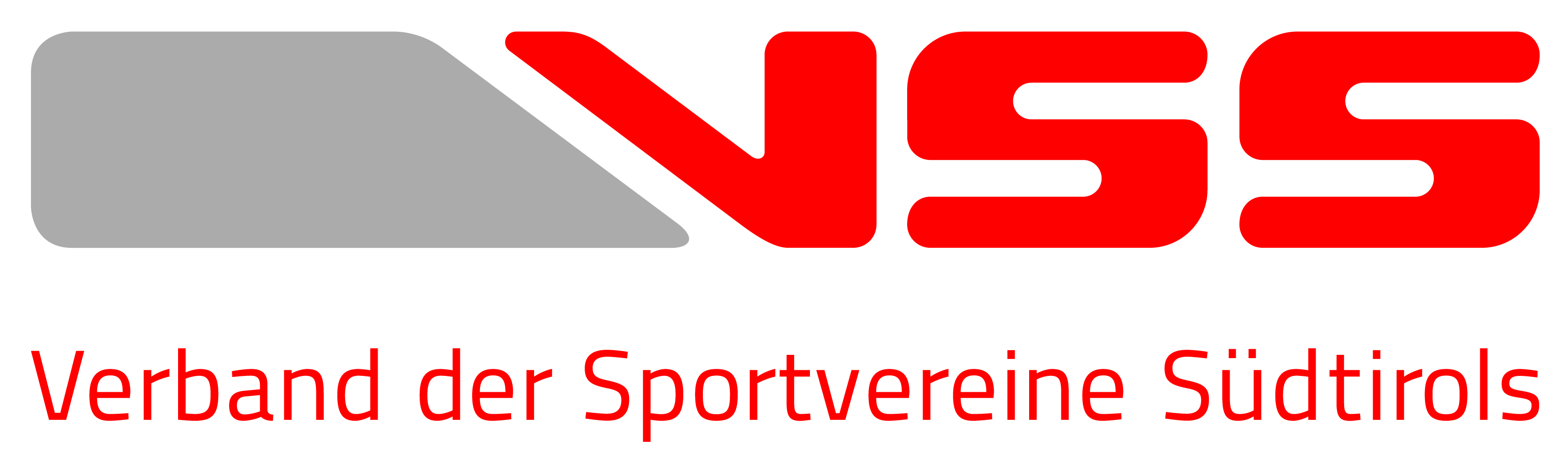
Logo des Verbandes der Sportvereine Südtirols (VSS)

Der Verband der Sportvereine Südtirols (abgekürzt VSS) ist die Dachorganisation der deutsch- und ladinischsprachigen Sportvereine in Südtirol. Mit über 85.000 Mitgliedern in über 500 Mitgliedsvereinen ist der Sportverband die zahlenmäßig stärkste Interessenvertretung Südtirols. Sein Sitz befindet sich in Bozen.

## Geschichte
Bis in die 1960er Jahre gehörten Südtiroler Sportvereine typischerweise den Regionalkomitees der italienischen Fachsportverbände an. Diese Regionalkomitees mit ihrem Sitz in Trient sorgten in ihrem Beharren auf der ausschließlichen Verwendung der italienischen Sprache bei ihren Südtiroler Mitgliedern zunehmend für Unmut. Im politischen Kontext der Südtiroler Autonomieverhandlungen strebten auch die Südtiroler Sportvereine nach größerer Eigenständigkeit, was am 28. November 1970 in der Gründung des Verbands der Sportvereine Südtirols mündete. Bereits 1974 hatten sich 195 von 220 „deutschen“ oder „ladinischen“ Sportvereinen der neuen Dachorganisation angeschlossen. Nachdem der junge Verband zunächst von den italienischen Fachsportverbänden als Konkurrenz beargwöhnt worden war, entwickelte sich mit den Jahren eine Verteilung der Aufgabenbereiche: Die Fachsportverbände konzentrierten sich in Südtirol auf den Leistungssport, der VSS richtete sein Hauptaugenmerk auf den Jugend- und Breitensport.

## Tätigkeiten
Der VSS agiert als Interessenvertretung seiner Mitgliedsvereine gegenüber der Politik, Wirtschaft und anderen Sportorganisationen. Er bietet den einzelnen Vereinen Beratung und diverse Dienstleistungen an, etwa in den Bereichen Verwaltung, Finanzierung, Recht, Weiterbildung und Versicherungsschutz. Zur Kernaufgabe des Verbands zählt die Organisation von Sportprogrammen mittels seiner 17 Referate. Die Sportprogramme umfassen Badminton, Behindertensport, Fußball, Handball, Kanusport, Kegeln, Leichtathletik, Radsport, Ranggln, Schießsport, Schwimmen, Seniorensport, Tennis, Tischtennis, Turnen, Volleyball und Wintersport.